# Кічагдаг
Кічагда́г (рос. Кичагдаг) — гірська вершина у північно-східній частині Великого Кавказу. Знаходиться на території Росії (південний Дагестан).